# WhiteJets
A Whitejets, estilizada como Whitejets Airways, foi uma companhia aérea brasileira sediada no Rio de Janeiro, no estado homônimo. Fundada em 2010, operou voos não-regulares domésticos e charters para destinos internacionais até sua extinção em 2014, por problemas financeiros.

## Mudança de nome
Em março de 2013, a companhia iniciou processo de mudança de identidade, visando tornar-se uma companhia aérea de voos regulares, sob o nome POP Brasil, todavia, enquanto ainda operava voos charters durante o período de transição que estava previsto a ser finalizado em julho de 2013, a companhia enfrentou severas dificuldades financeiras, que ocasionaram atrasos de salários, e por fim, o encerramento de suas atividades em 2014, com devolução das aeronaves ao grupo Omni Aviação SGPS, que formou a White Airways, em Portugal.

## Frota

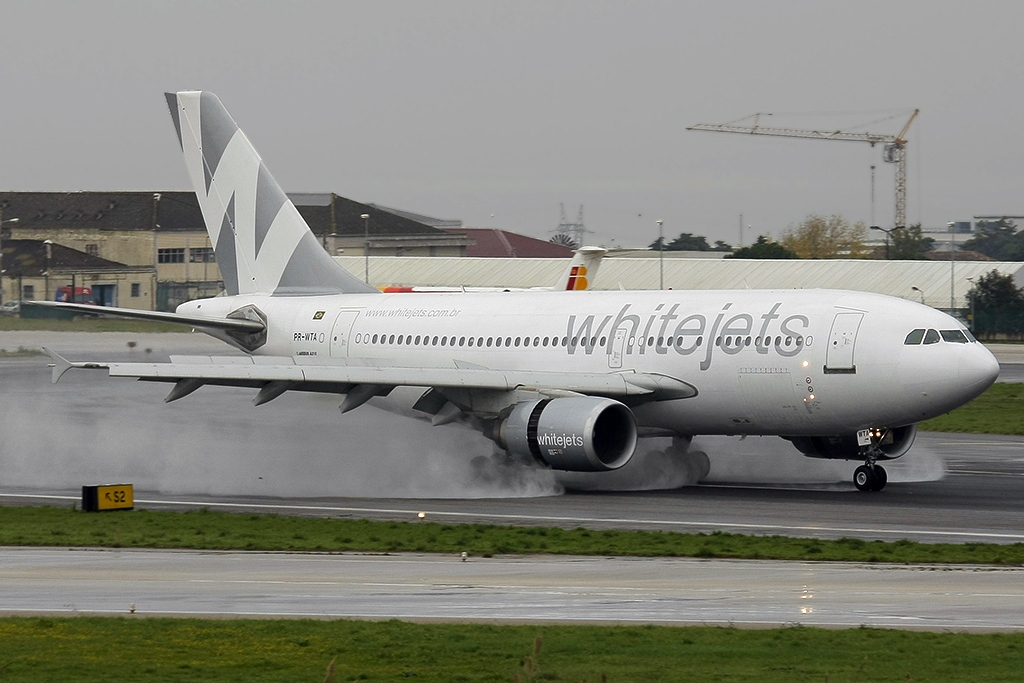
Um Airbus A310 da Whitejets pousando.

| Aeronave           | Total       | Prefixo |
| ------------------ | ----------- | ------- |
| Airbus A320-214    | 1           | PR-WTB  |
| Airbus A310-304    | 1           | PR-WTA  |
| Total de aeronaves | 2 aeronaves |         |

## Frota Inoperante
| Prefixo | Aeronave        | Serial | Ano f.f | Notas                          |
| ------- | --------------- | ------ | ------- | ------------------------------ |
| PR-WTA  | Airbus A310 304 | 494    | 1989    | Ex CS-TEJ                      |
| PR-WTB  | Airbus A320 214 | 548    | 1995    | Ex HB-IJC/B-2214/F-WQSZ/F-GYFL |